# The Voice Česko Slovensko (3. řada)
Třetí řada The Voice Česko Slovensko byla vysílána v roce 2019 na TV Nova a TV Markíza, tentokrát ale pod názvem The Voice Česko Slovensko namísto Hlasu Česko Slovenska. Do křesel koučů se vrátil Josef Vojtek, ke kterému se přidali tři nováčci, a to Vojtěch Dyk, Kali a Jana Kirschner. Show moderovala dvojice žen, Tereza Kerndlová a Mária Čírová. Třetí série odstartovala na obrazovkách televize Nova a Markíza v neděli 10. února 2019. Od soubojů se ke každému týmu přidal influencer, který měl za úkol jednotlivé soutěžící sledovat a podporovat až do konce soutěže. K Pepovi se přidala Zorka Hejdová, k Janě Emma Drobná, ke Kalimu Zuzana Plačková a k Vojtovi Tereza Mašková. Vítězkou soutěže se stala Annamária d’Almeida, druhé místo získal Jakub Moulis, na třetím místě skončila Eliška Urbanová a na čtvrtém místě se umístil Peter Juhás. 

## Castingy
Castingy probíhaly na následujících místech, soutěžící na některá místa mohli přijít i bez předchozí registrace (známé lokace v Česku):
| Město                   | Datum          | Místo                                     |
| ----------------------- | -------------- | ----------------------------------------- |
| Plzeň, Česko            | 25. srpna 2018 | Vienna House, U Prazdroje 6               |
| Pardubice, Česko        | 31. srpna 2018 | Hotel Labe, Masarykovo náměstí 2633       |
| České Budějovice, Česko | 2. září 2018   | Metropol, Senovážné nám. 2                |
| Liberec, Česko          | 8. září 2018   | CENTRUM BABYLON, a.s., Nitranská 1        |
| Hradec Králové, Česko   | 9. září 2018   | Hotel Nové Adalbertinum, Velké náměstí 32 |
| Brno, Česko             | 15. září 2018  | Hotel Avanti, Střední 61                  |
| Ostrava, Česko          | 22. září 2018  | Harmony Club Hotely, 28. října 170        |
| Olomouc, Česko          | 23. září 2018  | Clarion Congress Hotel, Jeremenkova 36    |
| Praha, Česko            | 5. října 2018  | Park Inn Hotel, Svobodova 1, Praha 1      |
| Praha, Česko            | 6. října 2018  | Park Inn Hotel, Svobodova 1, Praha 1      |

## Koučové a moderátoři
Televize postupně odhalila jména čtyř koučů, jako první byl odhalen Vojtěch Dyk, následovala jediná žena v porotě Jana Kirschner a jako další byl oznámen populární slovenský rapper Kali. Jako poslední byl představen Josef Vojtek, jediný kouč, který byl i v předchozích řadách. Moderátorskou dvojici televize oficiálně potvrdily 9. ledna 2019. Této role se netypicky zhostily dvě zpěvačky, za Česko Tereza Kerndlová a za Slovensko Mária Čírová. Poprvé tak show nebyla moderována Leošem Marešem, tváří předchozích řad.

## Týmy
| Koučové        | Soutěžící            | Soutěžící        | Soutěžící          | Soutěžící          | Soutěžící         | Soutěžící         |
| -------------- | -------------------- | ---------------- | ------------------ | ------------------ | ----------------- | ----------------- |
| Josef Vojtek   | Jakub Moulis         | Aleksandra Nová  | Adriana Bessogonov | Ladislav Korbel    | John Boyd         | Jana Nováková     |
| Josef Vojtek   | Lukáš Vincler        | Josef Fečo       | Jan Nic            | Patrik Zoul        | Veronika Vráblová | Natálie Rotterová |
| Josef Vojtek   | Zuzana Szpevár       | Monika Zaťková   |                    |                    |                   |                   |
| Jana Kirschner | Peter Juhás          | Valentína Vlková | Michaela Husárová  | Lucie Večeřová     | Šimon Švidraň     | Monika Drgáňová   |
| Jana Kirschner | Marek Pošta          | Simona Maierová  | Lukáš Zeman        | Danny Leden        | Terézia Čikošová  | Milan Brigadoi    |
| Jana Kirschner | Alice Stehlíčková    |                  |                    |                    |                   |                   |
| Kali           | Annamária D’Almeida  | Diana Kalashová  | Kristián Révay     | Daniel Kapitán     | Laura Wengová     | Karolína Koleková |
| Kali           | Monika Zaťková       | Nicole Matoušová | Aneta Suroviaková  | Jaroslav Parči     | Andrea Atyafiová  | Sofiane Tadjine   |
| Kali           | Monika Drgáňová      |                  |                    |                    |                   |                   |
| Vojtěch Dyk    | Eliška Urbanová      | Markéta Chladová | Dominik Hanza      | Valéria Polčová    | František Hönig   | Adéla Husárová    |
| Vojtěch Dyk    | Viktoriya Michshenko | Jaromír Bartoš   | David Balog        | Kristina Debnárová | Terezie Ondičová  | Vojtěch Malchárek |
| Vojtěch Dyk    | Annette Kolková      | Jakub Moulis     |                    |                    |                   |                   |

## Výběry naslepo (Blind audition)
Ve výběrech naslepo předchází jednotliví soutěžící před kouče, kteří jsou k nim otočeni zády. Pokud se vystoupení soutěžícího koučovi líbí, stiskne tlačítko „chci tě“ a otočí se k němu. Pokud se otočí více koučů, soutěžící si může vybrat, ke kterému z těch, kteří stiskli tlačítko, půjde. Pokud však stiskl tlačítko pouze jeden kouč, soutěžící automaticky postupuje k němu.

### 1. díl (10. února)
První díl výběru naslepo byl vysílán 10. února 2019. Show otevřeli koučové, kteří vystoupili s pětiminutovým mashupem svých písní.
| Pořadí | Soutěžící            | Věk | Skladba                    | Výběr kouče a soutěžícího | Výběr kouče a soutěžícího | Výběr kouče a soutěžícího | Výběr kouče a soutěžícího |
| Pořadí | Soutěžící            | Věk | Skladba                    | Pepa                      | Jana                      | Kali                      | Vojta                     |
| ------ | -------------------- | --- | -------------------------- | ------------------------- | ------------------------- | ------------------------- | ------------------------- |
| 1      | Lucie Večeřová       | 19  | „Back To Black“            | ✔                         | ✔                         | ✔                         | ✘                         |
| 2      | Dušan Diamant        | ?   | „Another Love“             | ✘                         | ✘                         | ✘                         | ✘                         |
| 3      | Viktoriya Michshenko | 19  | „Bound To You“             | ✔                         | ✔                         | ✔                         | ✔                         |
| 4      | Marián Hudec         | ?   | „Roxanne“                  | ✘                         | ✘                         | ✘                         | ✘                         |
| 5      | Jaromír Bartoš       | 18  | „Whataya Want From Me“     | ✔                         | ✘                         | ✔                         | ✔                         |
| 6      | Laura Wengová        | 23  | „Ain’t Nobody“             | ✘                         | ✔                         | ✔                         | ✘                         |
| 7      | Anna Horthová        | ?   | „Balada o poľných vtákoch“ | ✘                         | ☢                         | ✘                         | ✘                         |
| 8      | Michaela Husárová    | 24  | „Rolling In The Deep“      | ✔                         | ✔                         | ✔                         | ✔                         |
| 9      | Eliška Strnadová     | ?   | „Who Knew“                 | ✘                         | ✘                         | ✘                         | ✘                         |
| 10     | Lukáš Vincler        | 17  | „Say Something“            | ✔                         | ✘                         | ✔                         | ✘                         |
| 11     | Diana Kalashová      | 16  | „In My Blood“              | ✔                         | ✔                         | ✔                         | ✔                         |

### 2. díl (17. února)
| Pořadí | Soutěžící        | Věk | Skladba                        | Výběr kouče a soutěžícího | Výběr kouče a soutěžícího | Výběr kouče a soutěžícího | Výběr kouče a soutěžícího |
| Pořadí | Soutěžící        | Věk | Skladba                        | Pepa                      | Jana                      | Kali                      | Vojta                     |
| ------ | ---------------- | --- | ------------------------------ | ------------------------- | ------------------------- | ------------------------- | ------------------------- |
| 1      | Nicole Matoušová | 16  | „Price Tag“                    | ✘                         | ✘                         | ✔                         | ✔                         |
| 2      | Jana Glovaťáková | ?   | „Posledná“                     | ✘                         | ✘                         | ✘                         | ✘                         |
| 3      | Daniel Kapitán   | 25  | „I Believe I Can Fly“          | ✔                         | ✔                         | ✔                         | ✔                         |
| 4      | Josef Fečo       | 17  | „Grace Kelly“                  | ✔                         | ✘                         | ✔                         | ✔                         |
| 5      | Laura Petersen   | ?   | „Crazy“                        | ✘                         | ✘                         | ✘                         | ✘                         |
| 6      | Dominik Hanza    | 21  | „Nina“                         | ✘                         | ✔                         | ✔                         | ✔                         |
| 7      | Aleksandra Nová  | 27  | „Mercy“                        | ✔                         | ✘                         | ✔                         | ✘                         |
| 8      | Petr Vokál       | 77  | „Delilah“                      | ✘                         | ✘                         | ✘                         | ✘                         |
| 9      | Valentína Vlková | 16  | „Something’s Got A Hold On Me“ | ✘                         | ✔                         | ✔                         | ✔                         |
| 10     | Miroslav Kaplan  | ?   | „It’s My Life“                 | ✘                         | ✘                         | ✘                         | ✘                         |
| 11     | Adéla Husárová   | 26  | „Million Reasons“              | ✘                         | ✘                         | ✔                         | ✔                         |
| 12     | Jan Nic          | 31  | „Šrouby do hlavy“              | ✔                         | ✔                         | ✔                         | ✔                         |

### 3. díl (24. února)
| Pořadí | Soutěžící          | Věk | Skladba                 | Výběr kouče a soutěžícího | Výběr kouče a soutěžícího | Výběr kouče a soutěžícího | Výběr kouče a soutěžícího |
| Pořadí | Soutěžící          | Věk | Skladba                 | Pepa                      | Jana                      | Kali                      | Vojta                     |
| ------ | ------------------ | --- | ----------------------- | ------------------------- | ------------------------- | ------------------------- | ------------------------- |
| 1      | David Balog        | 24  | „Human Nature“          | ✘                         | ✔                         | ✘                         | ✔                         |
| 2      | Nina Schwarzová    | ?   | „I wish“                | ✘                         | ✘                         | ✘                         | ✘                         |
| 3      | Aneta Suroviaková  | 19  | „Riptide“               | ✔                         | ✔                         | ✔                         | ✔                         |
| 4      | Simona Maierová    | 31  | „Vzpomínka“             | ✘                         | ✔                         | ✔                         | ✔                         |
| 5      | Kateřina Kolčavová | ?   | „Believer“              | ✘                         | ✘                         | ✘                         | ✘                         |
| 6      | John Boyd          | 52  | „Billie Jean“           | ✔                         | ✘                         | ✔                         | ✔                         |
| 7      | Lukáš Chaloupek    | ?   | „Na ptáky jsme krátký“  | ✘                         | ✘                         | ✘                         | ✘                         |
| 8      | Valéria Polčová    | 22  | „Running“               | ✔                         | ✔                         | ✔                         | ✔                         |
| 9      | Nicole Madi        | ?   | „You Known I'm No Good“ | ✘                         | ✘                         | ✘                         | ✘                         |
| 10     | Patrik Zoul        | 22  | „Human“                 | ✔                         | ✘                         | ✔                         | ✘                         |
| 11     | Sylvia Kollmann    | ?   | „Born This Way“         | ✘                         | ✘                         | ✘                         | ✘                         |
| 12     | Peter Juhás        | 22  | „Creep“                 | ✘                         | ✔                         | ✔                         | ✘                         |

### 4. díl (3. března)
| Pořadí | Soutěžící           | Věk | Skladba                          | Výběr kouče a soutěžícího | Výběr kouče a soutěžícího | Výběr kouče a soutěžícího | Výběr kouče a soutěžícího |
| Pořadí | Soutěžící           | Věk | Skladba                          | Pepa                      | Jana                      | Kali                      | Vojta                     |
| ------ | ------------------- | --- | -------------------------------- | ------------------------- | ------------------------- | ------------------------- | ------------------------- |
| 1      | Maik Vitoušek       | ?   | „Where Did You Sleep Last Night“ | ✘                         | ✘                         | ✘                         | ✘                         |
| 2      | Jakub Moulis        | 20  | „I'm Sexy and I Know It“         |                           | ✔                         | ✔                         |                           |
| 3      | Veronika Vráblová   | ?   | „Jediný a jediná“                | ✔                         | ✘                         | ✔                         | ✘                         |
| 4      | Monika Dávideková   | ?   | „FRIENDS“                        | ✘                         | ✘                         | ✘                         | ✘                         |
| 5      | Kristina Debnárová  | 23  | „If I Were A Boy“                | ✘                         | ✘                         | ✔                         | ✔                         |
| 6      | Jaroslav Parči      | ?   | „Despacito“                      | ✔                         | ✘                         | ✔                         | ✘                         |
| 7      | Lea Daniš           | ?   | „Titanium“                       | ✘                         | ✘                         | ✘                         | ✘                         |
| 8      | Lukáš Zeman         | ?   | „Dancing On My Own“              | ✔                         | ✔                         | ✘                         | ✔                         |
| 9      | Samuel Peter Cibula | ?   | „The A Team“                     | ✘                         | ✘                         | ✘                         | ✘                         |
| 10     | Karolína Koleková   | ?   | „Love On The Brain“              | ✘                         | ✔                         | ✔                         | ✔                         |
| 11     | Barbora Šampalíková | ?   | „Lost On You“                    | ✘                         | ✘                         | ✘                         | ✘                         |
| 12     | Danny Leden         | ?   | „Another Love“                   | ✘                         | ✔                         | ✘                         | ✘                         |
| 13     | Adriana Bessogonov  | ?   | „Make You Feel My Love“          | ✔                         | ✔                         | ✔                         | ✔                         |

### 5. díl (10. března)
| Pořadí | Soutěžící          | Věk | Skladba                 | Výběr kouče a soutěžícího | Výběr kouče a soutěžícího | Výběr kouče a soutěžícího | Výběr kouče a soutěžícího |
| Pořadí | Soutěžící          | Věk | Skladba                 | Pepa                      | Jana                      | Kali                      | Vojta                     |
| ------ | ------------------ | --- | ----------------------- | ------------------------- | ------------------------- | ------------------------- | ------------------------- |
| 1      | Barbora Cinová     | ?   | „I Have Nothing“        | ✘                         | ✘                         | ✘                         | ✘                         |
| 2      | Eliška Urbanová    | 22  | „I Feel Good“           | ✔                         | ✔                         | ✔                         | ✔                         |
| 3      | Tomáš Berky        | ?   | „Don’t Stop Me Now“     | ✘                         | ✘                         | ✘                         | ✘                         |
| 4      | Ladislav Korbel    | ?   | „Numb“                  | ✔                         | ✘                         | ✔                         | ✘                         |
| 5      | Mária Salome Mitro | ?   | „Next To Me“            | ✘                         | ✘                         | ✘                         | ✘                         |
| 6      | Terézia Čikoš      | ?   | „Remember“              | ✔                         | ✔                         | ✔                         | ✔                         |
| 7      | František Hönig    | 30  | „Feel“                  | ✘                         | ✘                         | ✘                         | ✔                         |
| 8      | Nikita Chepaksin   | ?   | „Take Me To Church“     | ✘                         | ✘                         | ✘                         | ✘                         |
| 9      | Andrea Atyafiová   | ?   | „Roar“                  | ✔                         | ✘                         | ✔                         | ✘                         |
| 10     | Jan Mikula         | ?   | „Toulavá“               | ✘                         | ✘                         | ✘                         | ✘                         |
| 11     | Sofiane Tadjine    | ?   | „Perfect“               | ✘                         | ✔                         | ✔                         | ✔                         |
| 12     | Michaela Kaločai   | ?   | „How Deep Is Your Love“ | ✘                         | ✘                         | ✘                         | ✘                         |
| 13     | Marek Pošta        | ?   | „A Thousand Years“      | ✔                         | ✔                         | ✔                         | ✘                         |

### 6. díl (17. března)
| Pořadí | Soutěžící         | Věk | Skladba                                     | Výběr kouče a soutěžícího | Výběr kouče a soutěžícího | Výběr kouče a soutěžícího | Výběr kouče a soutěžícího |
| Pořadí | Soutěžící         | Věk | Skladba                                     | Pepa                      | Jana                      | Kali                      | Vojta                     |
| ------ | ----------------- | --- | ------------------------------------------- | ------------------------- | ------------------------- | ------------------------- | ------------------------- |
| 1      | Ivo Blahunek      | ?   | „Stitches“                                  | ✘                         | ✘                         | ✘                         | ✘                         |
| 2      | Monika Drgáňová   | ?   | „It’s A Man’s Man’s Man’s World“            | ✔                         | ✔                         | ✔                         | ✔                         |
| 3      | Izabela Škutová   | ?   | „Kousek cesty s tebou“                      | ✘                         | ✘                         | ✘                         | ✘                         |
| 4      | Terezie Ondičová  | 18  | „Don’t You Worry ‘Bout A Thing“             | ✘                         | ✔                         | ✔                         | ✔                         |
| 5      | Markéta Bečáková  | ?   | „All About That Bass / Mám boky jako skříň“ | ✘                         | ✘                         | ✘                         | ✘                         |
| 6      | Šimon Švidraň     | ?   | „Love Yourself“                             | ✔                         | ✔                         | ✘                         | ✘                         |
| 7      | Peter Letovanec   | ?   | „Castle On The Hill“                        | ✘                         | ✘                         | ✘                         | ✘                         |
| 8      | Natálie Rotterová | ?   | „Sober“                                     | ✔                         | ✘                         | ✘                         | ✘                         |
| 9      | Zuzana Szpevár    | ?   | „Highway To Hell“                           | ✔                         | ✔                         | ✘                         | ✔                         |
| 10     | Jan Mašek         | ?   | „Use Somebody“                              | ✘                         | ✘                         | ✘                         | ✘                         |
| 11     | Monika Zaťková    | ?   | „Dancing On My Own“                         | ✔                         | ✘                         | ✘                         | ✔                         |
| 12     | Tereza Rays       | ?   | „Are You Gonna Go My Way“                   | ✘                         | ✘                         | ✘                         | ✘                         |
| 13     | Vojtěch Malchárek | 25  | „Sign Of The Times“                         | ✔                         | ✔                         | ✔                         | ✔                         |

### 7. díl (24. března)
| Pořadí | Soutěžící             | Věk | Skladba              | Výběr kouče a soutěžícího | Výběr kouče a soutěžícího | Výběr kouče a soutěžícího | Výběr kouče a soutěžícího |
| Pořadí | Soutěžící             | Věk | Skladba              | Pepa                      | Jana                      | Kali                      | Vojta                     |
| ------ | --------------------- | --- | -------------------- | ------------------------- | ------------------------- | ------------------------- | ------------------------- |
| 1      | Milan Brigadoi        | ?   | „Stole The Show“     | ✔                         | ✔                         | ✘                         | ✘                         |
| 2      | David Navrátil        | ?   | „If I Ain’t Got You“ | ✘                         | ✘                         | ✘                         | ✘                         |
| 3      | Markéta Chladová      | 26  | „Piece Of My Heart“  | ✔                         | ✔                         | ✔                         | ✔                         |
| 4      | Laura Mária Kollegová | ?   | „Wolves“             | ✘                         | ✘                         | ✘                         | ✘                         |
| 5      | Kristián Révay        | ?   | „Leave A Light On“   | ✔                         | ✘                         | ✔                         | ✘                         |
| 6      | Alice Stehlíčková     | ?   | „Landlord“           | ✘                         | ✔                         | ✔                         | ✘                         |
| 7      | Kateřina Ešnerová     | ?   | „Měls mě vůbec rád“  | ✘                         | ✘                         | ✘                         | ✘                         |
| 8      | Jana Nováková         | 15  | „Skyfall“            | ✔                         | ✘                         | ✔                         | ✔                         |
| 9      | Dávid Nagy            | ?   | „Nevrav mi aký som“  | ✘                         | ✘                         | ✘                         | ✘                         |
| 10     | Annamária D’Almeida   | ?   | „Crazy“              | ✘                         | ☢                         | ✔                         | ☢                         |
| 11     | Annette Kolková       | 19  | „Jealous“            | ✔                         | ✔                         | ✔                         | ✔                         |

## K.O. (Knockouts)
K.O. souboje budou v této řadě show celkem čtyři, přičemž v každém díle se utkají zpěváci od jednoho kouče. Ten také rozhoduje o jejich osudu. Na výběr má několik možností, buď je může rovnou poslat do dalšího kola nebo domů, umístit je ale může také do zóny ohrožení. Pokud tak udělá, dostávají ostatní koučové příležitost soutěžícího ukrást. Když tak neučiní, musí zpěváci v zóně čekat na konec dílu, kdy jejich kouč rozhodne, zda budou v soutěži pokračovat či nikoli.

### 8. díl (31. března)
V tomto dílu zpívali soutěžící kouče Vojty Dyka.
| Pořadí | Soutěžící            | Píseň                             | Rozhodnutí                      |
| ------ | -------------------- | --------------------------------- | ------------------------------- |
| 1      | Markéta Chladová     | „Respect“                         | Přímý postup                    |
| 2      | Vojtěch Malchárek    | „There’s Nothing Holding Me Back“ | Nepostoupil                     |
| 3      | Valéria Polčová      | „Mercy On Me“                     | Postup přes zónu ohrožení       |
| 4      | Jaromír Bartoš       | „Enter Sandman“                   | Nepostoupil                     |
| 5      | Adéla Husárová       | „I’m Going Down“                  | Přímý postup                    |
| 6      | František Hönig      | „Just The Way You Are“            | Postup přes zónu ohrožení       |
| 7      | Terezie Ondičová     | „Listen“                          | Nepostoupila                    |
| 8      | Viktoriya Michshenko | „This World“                      | Nepostoupila                    |
| 9      | Jakub Moulis         | „Skin“                            | Ukraden Pepou                   |
| 10     | Dominik Hanza        | „Proklínám“                       | Přímý postup                    |
| 11     | Annette Kolková      | „Toxic“                           | Nepostoupila přes zónu ohrožení |
| 12     | Kristína Debnárová   | „Feeling Good“                    | Nepostoupila                    |
| 13     | David Balog          | „Closer“                          | Nepostoupil přes zónu ohrožení  |
| 14     | Eliška Urbanová      | „Always Remember Us This Way“     | Přímý postup                    |

### 9. díl (7. dubna)
V tomto dílu zpívali soutěžící kouče Kaliho.
| Pořadí | Soutěžící           | Píseň                              | Rozhodnutí                     |
| ------ | ------------------- | ---------------------------------- | ------------------------------ |
| 1      | Laura Wengová       | „Perfect“                          | Přímý postup                   |
| 2      | Jaroslav Parči      | „Let’s Get Loud“                   | Nepostoupil                    |
| 3      | Monika Drgáňová     | „Purple Rain“                      | Ukradena Janou                 |
| 4      | Nicole Matoušová    | „Dear Future Husband“              | Nepostoupila                   |
| 5      | Diana Kalashová     | „Writing’s on the Wall“            | Přímý postup                   |
| 6      | Aneta Suroviaková   | „Don’t Let Me Down“                | Nepostoupila                   |
| 7      | Kristián Révay      | „Next to Me“                       | Přímý postup                   |
| 8      | Andrea Atyafiová    | „Flames“                           | Nepostoupila                   |
| 9      | Annamária d’Almeida | „Will You Still Love Me Tomorrow?“ | Přímý postup                   |
| 10     | Sofiane Tadjine     | „Happy“                            | Nepostoupil přes zónu ohrožení |
| 11     | Karolína Koleková   | „Give Your Heart a Break“          | Postup přes zónu ohrožení      |
| 12     | Daniel Kapitán      | „When I Was Your Man“              | Přímý postup                   |

### 10. díl (14. dubna)
V tomto dílu zpívali soutěžící kouče Pepy.
| Pořadí | Soutěžící          | Píseň                          | Rozhodnutí                      |
| ------ | ------------------ | ------------------------------ | ------------------------------- |
| 1      | Patrik Zoul        | „Demons“                       | Nepostoupil                     |
| 2      | Aleksandra Nová    | „Girl On Fire“                 | Přímý postup                    |
| 3      | Zuzana Szpevár     | „Proud Mary“                   | Nepostoupila přes zónu ohrožení |
| 4      | Natálie Rotterová  | „Andělská“                     | Nepostoupila                    |
| 5      | Josef Fečo         | „It’s A Beautiful Day“         | Nepostoupil                     |
| 6      | Adriana Bessogonov | „Rise Like A Phoenix“          | Přímý postup                    |
| 7      | John Boyd          | „Too Close“                    | Postup přes zónu ohrožení       |
| 8      | Veronika Vráblová  | „Alone“                        | Nepostoupila                    |
| 9      | Jana Nováková      | „Read All About It“            | Přímý postup                    |
| 10     | Lukáš Vincler      | „Obchodník s deštěm“           | Nepostoupil                     |
| 11     | Jan Nic            | „House Of The Rising Sun“      | Nepostoupil                     |
| 12     | Monika Zaťková     | „I’m Not The Only One“         | Ukradena Kalim                  |
| 13     | Ladislav Korbel    | „I Don’t Want To Miss A Thing“ | Přímý postup                    |

### 11. díl (21. dubna)
V tomto dílu zpívali soutěžící koučky Jany.
| Pořadí | Soutěžící         | Píseň                    | Rozhodnutí                      |
| ------ | ----------------- | ------------------------ | ------------------------------- |
| 1      | Valentína Vlková  | „Addicted to You“        | Přímý postup                    |
| 2      | Šimon Švidraň     | „Can’t Stop The Feeling“ | Postoupil přes zónu ohrožení    |
| 3      | Simona Maierová   | „Môj Bože“               | Nepostoupila přes zónu ohrožení |
| 4      | Lucie Večeřová    | „Lost On You“            | Přímý postup                    |
| 5      | Marek Pošta       | „Castle On The Hill“     | Přímý postup                    |
| 6      | Lukáš Zeman       | „Hold Back The River“    | Nepostoupil                     |
| 7      | Danny Leden       | „All I Want“             | Nepostoupil                     |
| 8      | Peter Juhás       | „Be Alright“             | Přímý postup                    |
| 9      | Terézia Čikoš     | „So What“                | Nepostoupila přes zónu ohrožení |
| 10     | Milan Brigadoi    | „Supreme“                | Nepostoupil                     |
| 11     | Alice Stehlíčková | „Torn“                   | Nepostoupila                    |
| 12     | Michaela Husárová | „Unikát“                 | Přímý postup                    |

## Souboje (Battles)
V další části soutěže jsou soutěžící rozděleni do dvojic (ve dvou případech do trojic) podle pokynů svého kouče, ve kterých proti sobě soupeří v jedné písni. Ze souboje může vzejít pouze jeden vítěz, který postoupí do finálových kol.

### 12. díl (28. dubna)
| Kouč           | Pořadí | Vítěz              | Píseň             | Poražený                          |
| -------------- | ------ | ------------------ | ----------------- | --------------------------------- |
| Pepa Vojtek    | 1      | Adriana Bessogonov | „Born To Be Wild“ | Jana Nováková                     |
| Kali           | 2      | Kristián Révay     | „Dusk Till Dawn“  | Laura Wengová                     |
| Jana Kirschner | 3      | Peter Juhás        | „Shotgun“         | Marek Pošta                       |
| Vojtěch Dyk    | 4      | Eliška Urbanová    | „Blurred Lines“   | Adéla Husárová                    |
| Pepa Vojtek    | 5      | Aleksandra Nová    | „Shallow“         | John Boyd                         |
| Kali           | 6      | Diana Kalashová    | „This Is Me“      | Karolína Koleková, Monika Zaťková |

### 13. díl (5. května)
| Kouč           | Pořadí | Vítěz               | Píseň                   | Poražený                        |
| -------------- | ------ | ------------------- | ----------------------- | ------------------------------- |
| Jana Kirschner | 1      | Valentína Vlková    | „Shake It Off“          | Lucie Večeřová, Monika Drgáňová |
| Vojtěch Dyk    | 2      | Dominik Hanza       | „Every Breath You Take“ | František Hönig                 |
| Pepa Vojtek    | 3      | Jakub Moulis        | „Crawling Back To You“  | Ladislav Korbel                 |
| Kali           | 4      | Annamária d'Almeida | „Superstition“          | Daniel Kapitán                  |
| Jana Kirschner | 5      | Michaela Husárová   | „FourFiveSeconds“       | Šimon Švidraň                   |
| Vojtěch Dyk    | 6      | Markéta Chladová    | „Cryin'“                | Valéria Polčová                 |

## Živé přenosy (Live shows)
Živé přenosy jsou poslední částí The Voice Česko Slovensko. Soutěžící postupují na základě SMS hlasů, které v době přenosu zasílají diváci.

### 14. díl (11. května)
První živý přenos se vysílal 11. května 2019. Z každého týmu postoupil ten soutěžící, který získal od diváků nejvíce hlasů. O tom, kdo postoupí ze zbývající dvojice, rozhodl kouč. Televize později zveřejnila množství hlasů, které zpěváci od diváků dostali.
| Pořadí | Kouč           | Soutěžící           | Píseň                         | Rozhodnutí      | Poměr hlasů |
| ------ | -------------- | ------------------- | ----------------------------- | --------------- | ----------- |
| 1      | Vojtěch Dyk    | Markéta Chladová    | „Earth Song“                  | Záchrana koučem | 21 %        |
| 2      | Kali           | Kristián Révay      | „Come Together“               | Nepostoupil     | 19 %        |
| 3      | Pepa Vojtek    | Jakub Moulis        | „The Sound Of Silence“        | Postupující     | 66 %        |
| 4      | Jana Kirschner | Valentína Vlková    | „You Don't Own Me“            | Záchrana koučem | 34 %        |
| 5      | Vojtěch Dyk    | Eliška Urbanová     | „Try“                         | Postupující     | 44 %        |
| 6      | Kali           | Annamária d'Almeida | „When We Were Young“          | Postupující     | 44 %        |
| 7      | Pepa Vojtek    | Alexandra Nová      | „If I Could Turn Back Time“   | Záchrana koučem | 12 %        |
| 8      | Jana Kirschner | Michaela Husárová   | „Bad Liar“                    | Nepostoupila    | 32 %        |
| 9      | Vojtěch Dyk    | Dominik Hanza       | „Když nemůžeš, tak přidej“    | Nepostoupil     | 35 %        |
| 10     | Kali           | Diana Kalashová     | „Alive“                       | Záchrana koučem | 37 %        |
| 11     | Pepa Vojtek    | Adriana Bessogonov  | „Nothing Breaks Like a Heart“ | Nepostoupila    | 20 %        |
| 12     | Jana Kirschner | Peter Juhás         | „Your Song“                   | Postupující     | 34 %        |

### 15. díl (18. května)
Ke každému týmu se tento večer připojil zvláštní host, se kterým si soutěžící zazpívali jednu společnou píseň. Poprvé o postupu soutěžících rozhodovaly pouze hlasy od diváků, přičemž z každého týmu musel jeden člověk vypadnout a druhý postoupit.
| Pořadí | Kouč           | Soutěžící           | Host         | Píseň                   | Rozhodnutí   | Poměr hlasů |
| ------ | -------------- | ------------------- | ------------ | ----------------------- | ------------ | ----------- |
| 1      | Jana Kirschner | Valentína Vlková    | –            | „I Say A Little Prayer“ | Nepostoupila | 48 %        |
| 2      | Kali           | Team Kali           | Mária Čírová | „Slobodná“              | –            | –           |
| 3      | Vojtěch Dyk    | Eliška Urbanová     | –            | „Careless Whisper“      | Postupující  | 68 %        |
| 4      | Pepa Vojtek    | Jakub Moulis        | –            | „Personal Jesus“        | Postupující  | 79 %        |
| 5      | Kali           | Annamária d'Almeida | –            | „Halo“                  | Postupující  | 54 %        |
| 6      | Vojtěch Dyk    | Team Vojtěch        | Ondřej Ruml  | „The Lady is a Tramp“   | –            | –           |
| 7      | Jana Kirschner | Peter Juhás         | –            | „Cigaretka na dva ťahy“ | Postupující  | 52 %        |
| 8      | Vojtěch Dyk    | Markéta Chladová    | –            | „Get Lucky“             | Nepostoupila | 32 %        |
| 9      | Pepa Vojtek    | Team Pepa           | Olympic      | „Dej mi víc své lásky“  | –            | –           |
| 10     | Pepa Vojtek    | Alexandra Nová      | –            | „Nothing Else Matters“  | Nepostoupila | 21 %        |
| 11     | Kali           | Diana Kalashová     | –            | „Where Have You“        | Nepostoupila | 46 %        |
| 12     | Jana Kirschner | Team Jana           | IMT Smile    | „Opri sa o mňa“         | –            | –           |

### 16. díl (25. května)
Finálový díl začal společnou písní finalistů, kteří zazpívali Fix You od Coldplay. Následně každý soutěžící zpíval dvakrát, jednou sám, jednou se svým koučem. Vítězkou soutěže se stala Annamária d'Almeida.
| Pořadí | Kouč           | Soutěžící           | Píseň                     | Rozhodnutí   | Poměr hlasů |
| ------ | -------------- | ------------------- | ------------------------- | ------------ | ----------- |
| 1      | Vojtěch Dyk    | Team Vojtěch        | „Mr. Beat“                | –            | –           |
| 2      | Kali           | Annamária d'Almeida | „Atlantída“               | Vítězství    | 31,37 %     |
| 3      | Pepa Vojtek    | Team Pepa           | „Blues Folsomské Věznice“ | –            | –           |
| 4      | Jana Kirschner | Peter Juhás         | „Hej Sokoly“              | Čtvrté místo | 12,64 %     |
| 5      | Vojtěch Dyk    | Eliška Urbanová     | „Modlitba“                | Třetí místo  | 25,08 %     |
| 6      | Kali           | Team Kali           | „Dernière Danse“          | –            | –           |
| 7      | Pepa Vojtek    | Jakub Moulis        | „Hvězdičko blýskavá“      | Druhé místo  | 30,91 %     |
| 8      | Jana Kirschner | Team Jana           | „Pokoj v duši“            | –            | –           |

## Sledovanost
TV Nova a TV Markíza třetí sérii The Voice Česko Slovenska vysílaly v hlavním nedělním vysílacím čase. První díl na TV Nova sledovalo 700 tisíc diváků, na Slovensku si show zapnulo 431 tisíc diváků. Od živých přenosů se show přesunula na soboty.
| #  | Díl                   | Datum premiéry  | Sledovanost Česko (15+) | Sledovanost Slovensko (12+) | Ref.          |
| -- | --------------------- | --------------- | ----------------------- | --------------------------- | ------------- |
| 1  | Výběr naslepo, část 1 | 10. února 2019  | 700 000                 | 431 000                     | [ 9 ] [ 10 ]  |
| 2  | Výběr naslepo, část 2 | 17. února 2019  | 639 000                 | 406 000                     | [ 11 ] [ 12 ] |
| 3  | Výběr naslepo, část 3 | 24. února 2019  | 652 000                 | 379 000                     | [zdroj?]      |
| 4  | Výběr naslepo, část 4 | 3. března 2019  | 685 000                 | 354 000                     | [ 14 ] [ 15 ] |
| 5  | Výběr naslepo, část 5 | 10. března 2019 | 723 000                 | —                           | [ 16 ]        |
| 6  | Výběr naslepo, část 6 | 17. března 2019 | 765 000                 | —                           | [ 17 ]        |
| 7  | Výběr naslepo, část 7 | 24. března 2019 | 784 000                 | —                           | [ 18 ]        |
| 8  | K.O., část 1          | 31. března 2019 | 713 000                 | —                           | [ 19 ]        |
| 9  | K.O., část 2          | 7. dubna 2019   | 651 000                 | —                           | [ 20 ]        |
| 10 | K.O., část 3          | 14. dubna 2019  | 628 000                 | —                           | [ 21 ]        |
| 11 | K.O., část 4          | 21. dubna 2019  | 541 000                 | —                           | [ 22 ]        |
| 12 | Souboje, část 1       | 28. dubna 2019  | 618 000                 | —                           | [ 23 ]        |
| 13 | Souboje, část 2       | 5. května 2019  | 633 000                 | —                           | [ 24 ]        |
| 14 | Živý přenos 1         | 11. května 2019 | 321 000                 | —                           | [ 25 ]        |
| 15 | Živý přenos 2         | 18. května 2019 | 394 000                 | —                           | [ 26 ]        |
| 16 | Živý přenos 3         | 25. května 2019 | 408 000                 | —                           | [ 27 ]        |